# Papierfabriek Maasmond
N.V. Papierfabriek Maasmond (1873-1951) was een papierfabriek gevestigd te Keizersveer op de noordoever van de Bergsche Maas, op een terrein behorend tot de Gemeente Dussen. De fabriek was voor de oorlog niet alleen de grootste en belangrijkste werkgever in de Gemeente Dussen maar had ook maatschappelijk gezien een grote invloed.
De fabriek werd in 1873 opgericht en in 1945 door oorlogsgeweld verwoest. 

## De strostofperiode (1873-1898)
De geschiedenis van de papierfabriek valt grofweg in vier periodes in te delen. Te beginnen met de oudste periode vanaf de oprichting in 1873 tot 1898. De oprichters waren verenigd in de Maatschappij ter bereiding en verkoop van grondstof voor en ter vervaardiging van papier. In eerste instantie als strostoffabriek maar al snel overschakelend op de productie van halfstof op basis van lompen, naast de bestaande strostofproductie. Door de sterk stijgende vraag naar papier in die periode en de beperkte beschikbaarheid van lompen werd er koortsachtig gezocht naar alternatieve grondstoffen voor het maken van papier. Papierstof op basis van stro, het zogenaamde strostof, is in die tijd sterk in opmars, maar uiteindelijk zal houtslijp, maar vooral zuivere cellulose, gewonnen uit hout, de basisgrondstof voor papierfabricage worden. In het eerste productiejaar produceert de fabriek 1.440 ton strostof dat vooral bestemd is voor verwerking in Engelse papierfabrieken. Er zijn dat jaar 60 medewerkers in dienst waaronder 25 vrouwen. In 1878 staat de teller al op 102 werknemers. De energie wordt opgewekt door een drietal stoomketels van 50 P.K. In die periode gaat de fabriek tweemaal in andere handen over. Hierbij is volgens de verslagen van Commissaris der Koningin, opgesteld naar aanleiding van bezoeken aan de Gemeentes Raamsdonk en Dussen, "behoorlijk veel Hollandsch kapitaal verloren gegaan".

## Auguste Chantrenne
Van de oorspronkelijke oprichters is wel wat, maar niets met zekerheid bekend, behalve dat zij het bedrijf al vrij snel overdoen aan een Belgische vennootschap gesticht door Auguste Chantrenne een Belgische fabrikant van machines voor de papierindustrie en de Engelse industriëlen Evans & Owen. In 1882 begint het aantal personeesleden terug te lopen en in 1887 wordt de fabriek geheel buiten werking gesteld. Door overlijden c.q. terugtreden van de Engelse vennoten doet Chantrenne noodgedwongen - de precieze feiten zijn niet achterhaald kunnen worden, maar vermoedelijk ten gevolge van de matige resultaten - de zaak in 1891 van de hand aan de Engelsman Albert E. Reed, een oud-werknemer van Evans & Owen die voor zich zelf begonnen is en de grondlegger zou worden van het Reed concern dat later zal fuseren tot de multinational Reed Elsevier. Hij brengt zijn Nederlandse belang onder in een statutair te Londen opgerichte Dutch Paper Pulp Company Ltd.

## Werkomstandigheden
Door de heersende crisis in de tweede helft van de negentiende eeuw is er weinig werk in de landbouwsector en zijn veel mensen gedwongen hun heil in de opkomende industrie te zoeken, waar echter de arbeidsomstandigheden schrijnend zijn. In de jaren tachtig van de negentiende eeuw begint er weliswaar in sociaal opzicht wat in beweging te komen, maar toch zullen bij de Maasmond, net als in de meeste andere fabrieken trouwens, de omstandigheden voor mens en milieu nog ronduit slecht geweest zijn. Werktijden van ’s morgens 6 tot ’s avonds 10 uur, kinderarbeid, zwaar lichamelijk werk onder allerbelabberdste en gevaarlijke omstandigheden met continu latent brand- en ontploffingsgevaar en voortdurende blootstelling aan fijne stofdeeltjes en agressieve chemicaliën. Berucht zijn de bleekton of -kast, waar de halfstof in verbinding gebracht wordt met chloorkalk vermengd met zoutzuur en later, als de papierproductie op gang komt, de natte partij (het eerste deel van de papierbaan) met het hoge zwavelzuurgehalte. Te duchten zijn ook de ziektes, waaronder de gevreesde zwarte - of “gewone” pokken, die vooral bij de verwerking van onvoldoende ontsmette lompen op de loer liggen, of de lompenziekte, een chronische ontsteking van de luchtwegen door het inademen van stofdeeltjes. Stof is trouwens een algemeen probleem bij papierfabricage evenals de warmte die bij het productieproces vrijkomt en die op zomerse dagen soms ondragelijke vormen aanneemt. Dat geldt ook voor de stank die vooral op de maalzolder dikwijls niet te harden is, gevoegd bij de milieuvervuiling door lozing van veel witwater (afvalwater) en zwarte rook uitbrakende schoorstenen. Het is gebruikelijk in de beginfase van de industriële revolutie in Nederland maar evenzo daarbuiten.
Net als het veelal ontbreken van beschermende maatregelen voor de werknemers, waardoor bedrijfsongevallen als een rode draad door de bedrijfsgeschiedenis lopen, en soms zelfs een dodelijke afloop kennen. 

## Papierproductie opgestart (1898-1919)
Onder de vlag van Reed wordt de geproduceerde papierpulp in de papierfabrieken van Reed in Engeland tot papier verwerkt. In 1898 wordt de halfstoffabriek te Keizersveer echter omgevormd tot een echte papierfabriek, wat het startpunt is van de tweede periode. 
Onder leiding van de nieuw aangestelde directeur de Engelsman Ernest C. Reed, een ondernemend man wiens interesse en vaardigheden vooral op technische vlak liggen, wordt de verdere uitbouw ter hand genomen. De door het graven van de Bergsche Maas noodzakelijk geworden overgang naar de Gemeente Dussen - de papierfabriek ligt immers op de noordoever, waardoor het logischer is dat dit gedeelte van Raamsdonk onder bestuur van Dussen komt - wordt door directeur Reed betreurd omdat hij problemen voorziet met de burgemeester van Dussen, Van Honsewijk, die een landbouwer is en weinig kaas gegeten heeft van industriële bedrijvigheid. Met name verwacht Reed moeilijkheden bij het verwerven van hinderwetvergunningen en goedkeuring tot het verrichten van overwerk e.d. 
Bij het aantrekken van de noodzakelijke papierproductiekennis ondergaat Keizersveer als het ware een invasie van Engelse papiermakers en andere technici. Veelal nemen zij hun intrek in de woningen bij de fabriek, maar soms ook in de omliggende dorpen of zijn ze in pension bij kostgezinnen. Men gaat bij de uitbouw van de fabriek zo voortvarend werk dat deze in het eerste decennium van de twintigste eeuw uitgroeit tot een van de modernste papierfabrieken van Nederland. 
Nadeel is dat directeur Reed de winstgevendheid van de fabriek niet alleen aanwendt voor noodzakelijke vernieuwingen en uitbreidingen maar de revenuen ook deels in eigen zak laat verdwijnen. Gedurende de roerige maar voor de Nederlandse papierindustrie uitermate winstgevende jaren van de Eerste Wereldoorlog, rijpt bij hem het plan om zijn inspanningen van de afgelopen jaren te verzilveren. Hij neemt de beide Nederlandse productievestigingen in Keizersveer en Maasniel (Roermond) over van het Reed-concern. De oorlogswinst wordt op schimmige wijze naar Engeland weggesluisd en beide fabrieken worden enkele maanden later in 1918 op het toppunt van winstgevendheid voor een kleine 1,5 miljoen gulden verkocht aan een groep Nederlandse investeerders, die daarnaast ook nog eens negen ton op tafel mogen leggen voor de overname van voorraden. bedrijfskapitaal en overige "losse" goederen.

## In Nederlandse handen (1919-1940)
Met deze overgang wordt de derde fase ingeluid. Met een aandelenkapitaal van negen ton, een hypotheek van zeven en een halve ton en een bankkrediet van ruim zeven ton wordt het interbellum ingezet. Het aandelenkapitaal wordt voor een belangrijk deel ingebracht door de familie Proost, eigenaren van papiergroothandel P. Proost en Zonen te Amsterdam en een van de belangrijkste klanten van de Maasmond. Daarnaast blijft ook Ernest Reed grootaandeelhouder en steunt bovendien de zittende Raamsdonksveerse directieleden, Van Dongen Torman en Van Suylekom, financieel bij hun aankoop van een pakket aandelen. De opgerichte Raad van Commissarissen benoemt Ulco Proost Sr. als gedelegeerd commissaris. 
De papierindustrie krijgt na de oorlogsjaren te kampen met een economische teruggang en bovendien wordt de zittende directie na enige jaren ontslagen, omdat ze zich met kolenverkooptransacties voor eigen gewin heeft beziggehouden.
De aankoop blijkt dan ook te hoog gegrepen, want door de hoge banklening en dito rentelasten bezit het conjunctuurgevoelige bedrijf geen enkele weerstandsbuffer om aan de snel verslechterende economische omstandigheden het hoofd te kunnen bieden. De aandeelhouders doen noodgedwongen afstand van hun aandelen en het bedrijf komt volledig onder curatele van de Amsterdamsche Bank. Toch probeert deze, nadat de conjunctuur weer wat is aangetrokken, door ingehouden winsten in de fabriek te investeren, de zaak weer vlot te trekken, waar men deels ook in slaagt. De economische crisis van de jaren dertig is echter opnieuw een lelijke streep door de rekening, al is er in de laatste jaren voor de Tweede Wereldoorlog sprake van een opmerkelijk herstel.
Ondanks de fluctuerende resultaten groeit de Maasmond in de jaren tussen Eerste – en Tweede Wereldoorlog uit tot een bedrijf van formaat waar jaarlijks op vijf papiermachines ongeveer tien miljoen kilogram papier geproduceerd wordt van allerlei soorten. Vlak voor het uitbreken van de Tweede Wereldoorlog wordt - uniek voor Nederland - de "productie van gestreken papier in één gang" opgestart. Een nieuw- en veelbelovend papierproduct. Met Van Gelder Zonen, Berghuizer Papierfabriek en Koninklijke Nederlandse Papierfabriek behoort het tot de top vier van de Nederlandse papierindustrie. Zo’n 440 medewerkers, deels in ploegendienst, zijn er te werk gesteld.

## Directeur F.X. Braun
Als grootste werkgever vervult de papierfabriek ook een belangrijke maatschappelijke rol in de Gemeente Dussen. De oorspronkelijk in 1919 als bedrijfsleider aangestelde Franciscus X. Braun, maar vanaf 1926 samen met Van Suylekom, later met Ernst Waller en in de oorlog met Pieter Breman de directie vormend, is volgens overlevering een autoritaire baas. Toch is hij zich daarnaast terdege bewust van zijn maatschappelijke verantwoordelijkheid als directielid van de Maasmond. Zo is hij in de loop der jaren tot aan de Tweede Wereldoorlog lid van het Burgerlijk Armbestuur Dussen, voorzitter van het Oranjecomité, voorzitter van de vereniging Hank Vooruit die zich beijvert voor betere woningen en infrastructuur en bevordering van het vreemdelingenverkeer door het organiseren van festiviteiten, oprichter van de Ziekenhuisvereniging Eigen Hulp - waarvan alle werknemers van de Maasmond gratis lid zijn - en oprichter van het Crisiscomité dat ter versterking van de steunkas in 1938 de eerste profwielerronde van Dussen organiseert. 
Overigens blijkt Brauns veronderstelde Duitse nationaliteit op een misverstand te berusten. Hij is geboren in België en Belgisch staatsburger. Omdat dit voor directieleden statutair vereist is, laat hij zich bij zijn aanstelling tot directeur van de Maasmond in 1927 samen met zijn gezin tot Nederlander naturaliseren.
Mevrouw Braun, een van origine Belgische grande madame, draagt zo op haar eigen wijze een steentje bij aan de positie en status van haar echtgenoot als invloedrijke lokale fabrikant. Zo slijt ze aan medewerkers van de fabriek, net nadat die hun wekelijkse loonzakje hebben ontvangen, kaartjes voor de profwielerronde van Dussen à raison van 25 cent per stuk ten bate van het Crisiscomité. Slechts een enkeling toont daarbij de moed om haar aanbod in de wind te slaan. Maar ze is ook voorzitster van het zogenaamde Brokkenhuis waar de fabrieksmeisjes op kosten van de fabriek naaicursussen kunnen volgen en waar vooral babykleertjes gemaakt worden voor hulpbehoevende gezinnen. Samen met haar dochter geeft ze leiding aan het organiseren van een jaarlijkse bazaar ten bate van het Wit Gele Kruis - opgericht op initiatief en met steun van de papierfabriek - ter bestrijding van onkosten gemaakt voor bezoek aan consultatiebureaus voor zuigelingen. Vanuit die positie is ze ook betrokken bij het organiseren van EHBO-cursussen, moedercursussen voor jonge - en aanstaande moeders, kookcursussen voor fabrieksmeisjes en zelfs een opleiding voor gediplomeerd baker voor meisjes die aan de fabriek werkzaam zijn. Voor het laatste is overigens niet bijster veel belangstelling. 
Daarbij zorgt ze er wel voor de zakelijke belangen van haar man niet uit het oog te verliezen. Tegen mededirecteur van Suylekom bekent ze eens dat men gedelegeerd commissaris Proost moet vleien. "Proost gaat in alles voor. Ik trakteer hem regelmatig op haantjes en zorg er voor dat hij altijd voldoende vers fruit ontvangt". Proost laat zich overigens maar zelden zien in Keizersveer. Maar als hij komt, dan wordt de fabriek van onder tot boven door het personeel grondig onder handen genomen. Tot frustratie van de keurig in gelid opgestelde medewerkers beperkt Proost zich vrijwel altijd tot een vluchtige inspectie en rondgang door de gebouwen om al snel zijn hielen weer te lichten. Daar hebben ze dan dagen intensief voor gepoetst en soms zelfs onbetaald overwerk voor verricht. De bedil- en regelzucht van mevrouw Braun is de latere administratief directeur Breman overigens een doorn in het oog, reden waarom hij zich daarover beklaagt bij commissaris Proost en haar aanwezigheid niet langer duldt tijdens zakelijke besprekingen met haar man.

## Arbeidsonrust
Met enige regelmaat kampt de fabriek ook met de nodige sociale onrust waarbij de sterk in opkomst zijnde vakbonden zich doen gelden. Strijdpunten zijn vooral: de zondagarbeid, het verguisde boetesysteem, betere sociale voorzieningen, meer vakantierechten en invoering van een cao. 
In mei 1941 onderneemt de bond opnieuw initiatieven om een plaatselijke afdeling van de R.K. Fabrieksarbeidersbond op te richten. Op zondagmiddag wordt in de patronaatszaal van het klooster in Dussen een vergadering belegd met diverse sprekers van de Bond Sint Willibrord. Na een uiteenzetting over doel en streven, met speciale aandacht voor verbetering van lonen en arbeidsvoorwaarden bij de Maasmond, geven zich 200 leden op. 
Niet alleen de vakbond krijgt er vastere vorm, de papierfabriek is ook een platform voor oprichting van een aantal andere maatschappelijke organisaties zoals in 1918 het Onderling Ziekenfonds Maasmond - de ziekenkas die voorziet in een uitkering bij ziekte -  maar ook andere voorzieningen en verenigingen komen op initiatief en met hulp van de papierfabriek tot stand. In de jaren twintig vormt het bedrijf eveneens de bakermat voor de oprichting van menige zondagvoetbalclub in de regio al heeft de bedrijfsleiding daarmee geen directe bemoeienis, maar is dit een initiatief van de werknemers.

## De teloorgang (1941-1953)
Het begin van de Tweede Wereldoorlog kan worden aangeduid als de vierde en laatste periode, zowel letterlijk als figuurlijk. De oorlogsomstandigheden leiden uiteindelijk wederom tot stilstand en verlies en tot overmaat van ramp komt de fabriek in de laatste oorlogswinter in frontgebied te liggen waardoor veel schade wordt aangericht. Bovendien raakt directeur Braun na de bevrijding - overigens ten onrechte - verwikkeld in een onderzoek naar vermeende collaboratiepraktijken en wordt hem enige tijd huisarrest opgelegd, doch op 19 februari 1946 wordt hij door het Bijzonder Gerechtshof in 's-Hertogenbosch onvoorwaardelijk buiten vervolging gesteld. 
Toch is er door dit alles bij de kapitaalverschaffers - die in ruim vijfentwintig jaar tijd nauwelijks enig dividend genoten hebben - na de oorlog weinig animo om opnieuw geld te steken in herstel van de papierfabriek. De Amsterdamsche Bank is er slechts op uit om zo veel mogelijk van zijn vordering en van zijn aandelenkapitaal zeker te stellen en laat daarbij concurrent Van Gelder Zonen prevaleren vanwege de persoonlijke en vriendschappelijke relatie die men onderhoudt met Pieter Smidt, grootaandeelhouder van Van Gelder Zonen. 
Het aandeelhoudersbesluit om de activa aan Van Gelder te verkopen betekent in feite het einde van de Maasmond. Zonder papiermachines zijn alle inspanningen om de fabriek onder de vlag van de Koninklijke Nederlandse Papierfabriek uit Maastricht in een of andere vorm een doorstart te laten maken bij voorbaat tot mislukken gedoemd.

## Gemiste kansen
De teloorgang van de Maasmond valt des te meer te betreuren vanwege de gemiste kansen  die zich na de oorlog voor een herbouwde papierfabriek blijken aan te dienen. Vooral het gestreken papier, waarmee de Maasmond vlak voor het uitbreken van de oorlog als eerste in Nederland gestart is, blijkt perspectief te bieden maar er zijn er meer. 
Gezien de voorgeschiedenis, waarbij gedelegeerd commissaris Ulco Proost zich een voorstander toont van overname door K.N.P. in plaats van uitverkoop van de activa aan Van Gelder, is het niet zo verwonderlijk dat Proost, die eigenaar is van de licentie, deze uiteindelijk verkoopt aan de Maastrichtse onderneming en niet aan Van Gelder Zonen. 
K.N.P. krijgt bij het opstarten van een productielijn voor deze nieuwe papiersoort alle medewerking van de overheid en met maar liefst drie miljoen gulden krediet van de Maatschappij tot Financiering van Nationaal Herstel NV kan in het buitenland een compleet nieuwe machine worden aangeschaft met een productiecapaciteit van 24.000 ton gestreken papier per jaar. De verkoop blijkt zo’n succes, dat de totaalproductie van K.N.P. verdubbelt en de Maastrichtse onderneming ná Van Gelder Zonen tot de grootste papierproducent van Nederland uitgroeit. De jaarwinst houdt daarmee gelijke tred. In 1951 noteert het bedrijf al een resultaat van 1,5 miljoen gulden. Tussen 1953 en 1960 verviervoudigd de winst en worden dividenden uitgekeerd van twaalf tot veertien procent! En dan te bedenken dat de Maasmond voor de oorlog zo’n beetje de evenknie vormde van de Koninklijke Nederlandse Papierfabriek.
De insteek van de Amsterdamsche Bank om liquidatie te verkiezen boven herbouw omdat bestaande papierfabrieken ruimschoots in de naoorlogse Nederlandse papierbehoeften zouden kunnen voorzien, blijkt eveneens een behoorlijke inschattingsfout. In 1946 moet meer dan een kwart van het Nederlandse papier en kartonverbruik geïmporteerd worden. En ook in de daarop volgende jaren blijven geïmporteerde papierproducten een wezenlijk bestanddeel vormen van het aanbod op de binnenlandse markt. Pas vanaf 1952 kan er weer een behoorlijk deel van de binnenlandse papierproductie geëxporteerd worden, maar dat is dan nog vooral dankzij het sterk gematigde papierverbruik per hoofd van de binnenlandse bevolking dat ten opzichte van voor de oorlog met dertien procent is afgenomen.
De productiviteit van de bedrijfstak wordt ná de oorlog belangrijk verbeterd en weet daardoor betere resultaten te boeken en met name vanaf het einde van de jaren veertig reserves op te bouwen. De daaropvolgende jaren vijftig laten een ongekende groei van de productie zien. Bouwen, bouwen en nog meer bouwen is het parool in deze jaren waarin de balans van vraag en aanbod zo scheef ligt dat concurrentie er nauwelijks nog toe doet. In financieel opzicht wordt deze periode als “de gouden jaren” van de papierbranche beschouwd.
Een bank met meer visie en durf, had daarom met herbouw van de Maasmond na de oorlog op haar investering zeker en vast een meer dan uitstekend rendement kunnen behalen. Men verkoos echter de korte termijn opbrengst, daarbij haar verlies gelaten incasserend. Hierbij heeft men zich ontegenzeggelijk te veel laten leiden door resultaten behaalt in het verleden, die ook in dit speciale geval geen garantie boden voor de toekomst. Jammerlijk voor de Maasmond maar meer nog voor de industriële ontwikkeling en werkgelegenheid in de Gemeente Dussen die in de loop der jaren alleen maar verder achterop geraakt.